# Chillarón de Cuenca
Chillarón de Cuenca é um município da Espanha, na província de Cuenca, comunidade autônoma de Castela-Mancha. Tem 39,41 km² de área e em 2021 tinha 698 habitantes (densidade: 17,7 hab./km²). Limita com os municípios de Cuenca, Fuentenava de Jábaga e Villar de Domingo García.